# Kusatsu-juku

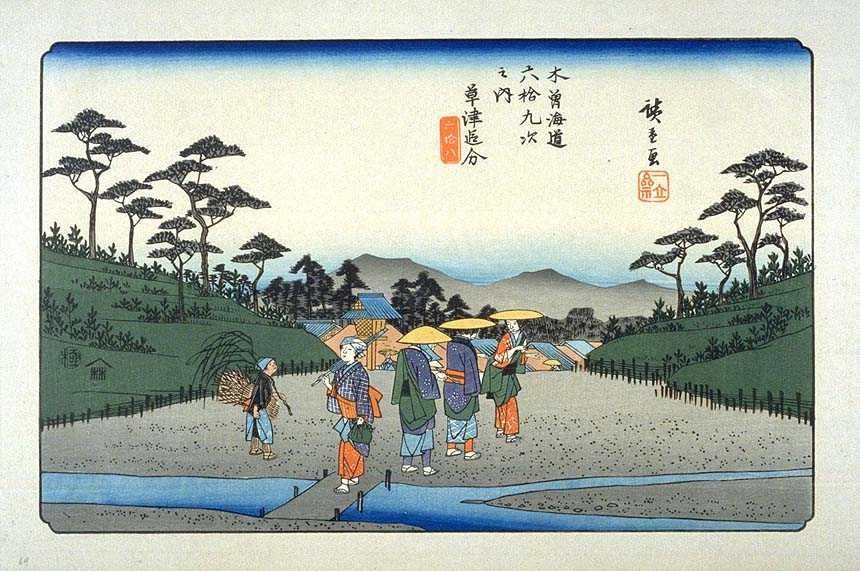
Kusatsu-juku, estampe de Hiroshige de la série Les Soixante-neuf Stations du Kiso Kaidō.

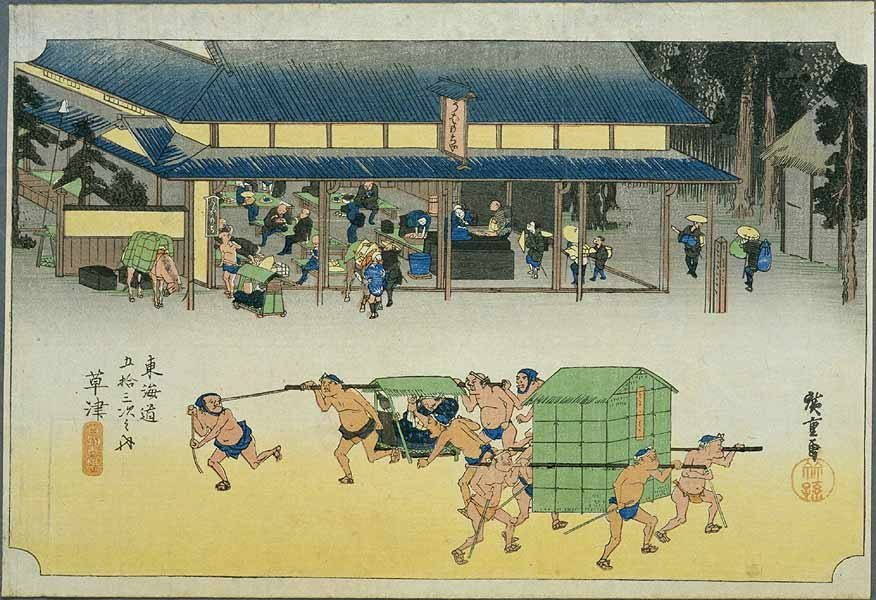
Kusatsu-juku dans les années 1830, estampe de Hiroshige de la série Les Cinquante-trois Stations du Tōkaidō.

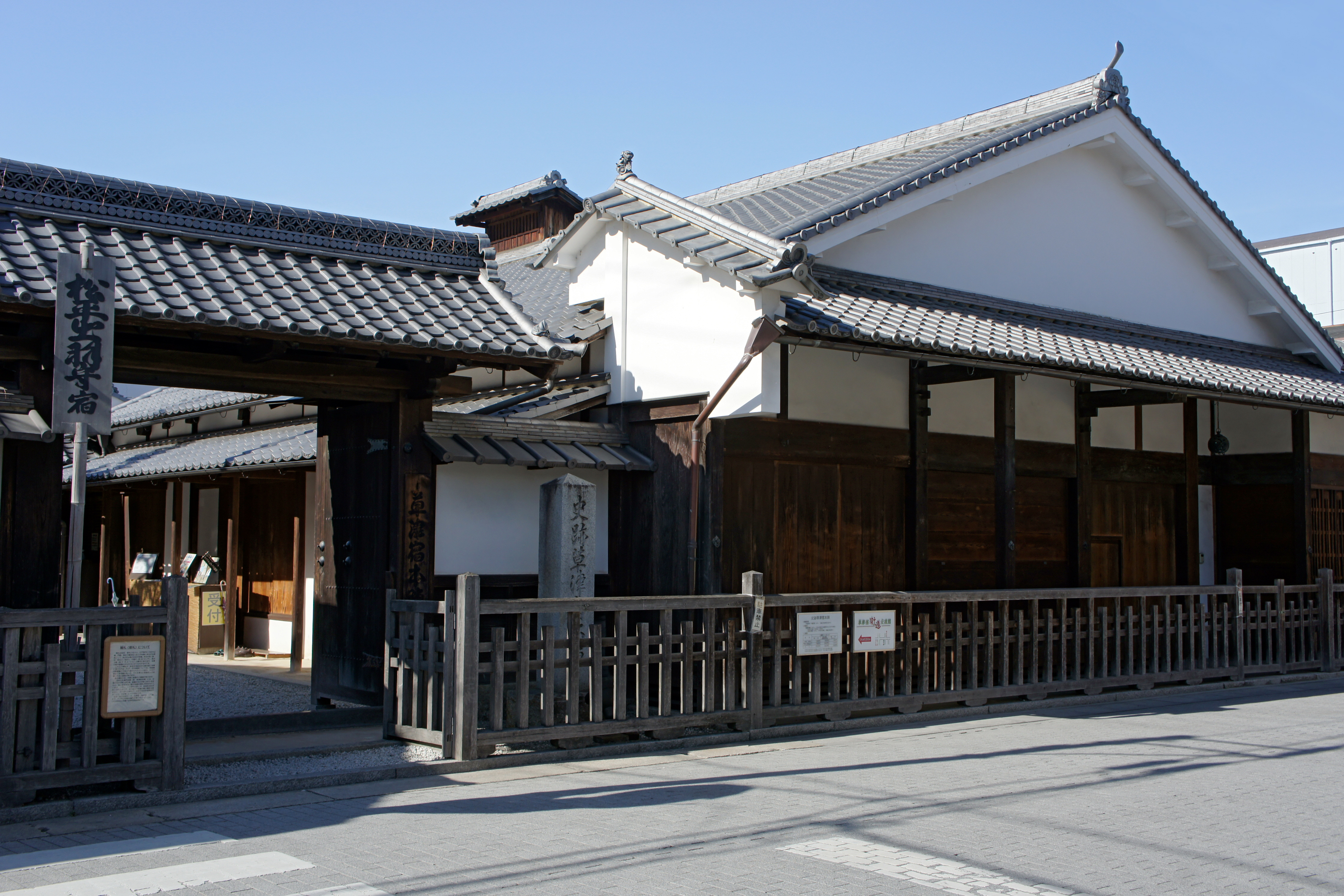
Lhonjin de Kusatsu-juku.

Kusatsu-juku (草津宿, Kusatsu-juku) était la soixante-huitième des soixante-neuf stations du Nakasendō ainsi que la cinquante-deuxième des cinquante-trois stations du Tōkaidō. Elle est située au centre de la ville de Kusatsu, préfecture de Shiga au Japon.

## Histoire
En arrivant de Moriyama-juku, les limites de Kusatsu-juku commençaient sur les berges de la rivière de Kusatsu jusqu'au quartier de Miya-chō dans Kusatsu. Hiroshige, le célèbre peintre ukiyo-e traversa la station en utilisant à la fois le Tōkaidō et le Nakasendō afin de créer des estampes.
En 1843, la station comptait 2 351 résidents et 586 bâtiments, dont deux honjin, deux honjin secondaires et 72 hatago. Des deux honjin, l'une fut construite en 1635 et exista jusqu'en 1870. Cette honjin fut réparée ultérieurement et un musée y a été installé en 1996.